# Challenger de Nonthaburi 2022
El Challenger de Nonthaburi 2022 fue un torneo profesional de tenis que formó parte del ATP Challenger Tour 2022 y se jugó en pista dura al aire libre, tuvo lugar en la ciudad tailandesa de Nonthaburi entre los días 22 y 28 de agosto y fue la primera edición del torneo.

## Participantes del cuadro masculino

### Cabezas de serie
| Cabeza de serie | País                    | Jugador           | Ranking | Resultado en el torneo |
| --------------- | ----------------------- | ----------------- | ------- | ---------------------- |
| 1               | Bandera del Reino Unido | Alistair Gray     | 255     | Semifinales            |
| 2               | Bandera de Japón        | Yasutaka Uchiyama | 260     | Cuartos de final       |
| 3               | Bandera de Kazajistán   | Denis Yevseyev    | 263     | Segunda ronda          |
| 4               | Bandera del Reino Unido | Billy Harris      | 294     | Primera ronda          |
| 5               | Bandera de Brasil       | Gabriel Décamps   | 302     | Segunda ronda          |
| 6               | Bandera de Israel       | Yshai Oliel       | 307     | Primera ronda          |
| 7               | Bandera de Alemania     | Nicola Kuhn       | 320     | Segunda ronda          |
| 8               | Bandera de Ucrania      | Iliá Márchenko    | 322     | Segunda ronda          |

- Ranking del 15 de agosto de 2022[2]

### Otros participantes
Los siguientes jugadores ingresaron al cuadro principal gracias a una invitación:
- Yuttana Charoenphon
- Kasidit Samrej
- Wishaya Trongcharoenchaikul

Los siguientes jugadores ingresaron al cuadro principal mediante la fase previa:
- Gage Brymer
- Hong Seong-chan
- Kyrian Jacquet
- Dayne Kelly
- Yuta Shimizu
- Valentin Vacherot

## Campeones

### Individual
- Valentin Vacherot derrotó en la final a  Ly Hoàng Nam, 6–3, 7–6.

### Dobles
- Yevgueni Donskói /  Alibek Kachmazov ganaron en la final a  Ji Sung Nam /  Song Ming-kyu, 6–3, 1–6, [10-7].